# Représentation
Pour les articles homonymes, voir représentation (homonymie).
Représentation (terme issu du latin reproesentatio, de reproesentare [Selon qui ?]datant du XIIIe siècle, voire du latin repraesentatio, de repraesentare) désigne étymologiquement « l'action de replacer devant les yeux de quelqu'un ». 
La représentation apparaît d'abord comme une présentification : il s'agit de rendre sensible un concept ou un objet absent « au moyen d'une image, d'une figure, d'un signe » (penser à une table faisant apparaître en esprit une table). Cette notion d'origine latine garde tout son sens étymologique mais revêt des acceptions sensiblement distinctes suivant le contexte dans lequel elle est utilisée.

## Représentation et psyché

### Philosophie
Dans le Vocabulaire Lalande, la notion de « représentation » se trouve distribuée, avec des sens différents, entre les rubriques: « représentatif », « représentation », « représenter ».
En ce qui concerne la « représentation » proprement dite, la notion signifie le « fait de représenter […] une personne ou une chose », et Lalande renvoie en premier lieu à la monade selon Leibniz. Il évoque en particulier la langue juridique du Code civil (article 739) dans le cadre des droits de succession. Ensuite est signalée, au sens concret, « la représentation nationale » pour « l'ensemble de personnes qui en représentent d'autres ».
Sinon, le terme « représentation » désigne plus généralement « ce qui est présent à l'esprit; ce que l'on “se représente”; ce qui forme le contenu concret d'un acte de penser ». Il peut être question également de la « reproduction d'une perception antérieure » comme écho actuel de sensations anciennes (d'après Taine cité dans De l'Intelligence, 1870).

### Psychanalyse
En psychanalyse, la représentation comme représentation psychique est l'une des deux composantes de la pulsion — contenu concret d'un acte de pensée —, par opposition à l'affect.
Sigmund Freud recourt au terme Vorstellung, traduit en français par « représentation ». Selon Jean Laplanche et Jean-Bertrand Pontalis, le mot relève du vocabulaire classique de la philosophie allemande, sans en modifier au départ l'acception: il s'agit de « désigner “ce que l'on se représente, ce qui forme le contenu d'un acte de pensée” et “en particulier la reproduction d'une perception antérieure” » (d'après Lalande cité par les auteurs du Vocabulaire de la psychanalyse). Mais Freud va en faire un usage original : il « oppose la représentation à l'affect ».

### Psychologie expérimentale
En psychologie expérimentale, la représentation renvoie à la représentation mentale du monde extérieur en associant une perception à une idée, une catégorie de faits, une image mentale, un symbole ou un modèle explicatif. Cette même représentation mentale est aussi utilisée en psychologie cognitive et dans les neurosciences.

#### Wallon et Piaget
Or, selon Émile Jalley, la notion de « représentation » employée par les chercheurs actuels n'est pas significative, ni représentative du réel. Aujourd'hui :
« effectivement personne n'arrive à définir clairement ce qu'est une représentation, autrement que par référence à un ensemble de dénomination purement verbales, toujours plus ou moins empruntée au langage de l'informatique. Comme on le souligne ailleurs (Jalley, 2006, 14.7.), la tendance moderne, concernant la nature et la source de la représentation, semblerait avoir parcouru le chemin d'une critique de Piaget consistant d'une part à jeter par-dessus-bord le côté fort de la doctrine piagétienne, celui consistant dans le versant opératif du schème sensori-moteur et de ses dérivés (concept), et trouvant sa source directe dans l'action, d'autre part à valoriser le versant mineur d'une telle doctrine, l'aspect figuratif du schème et ses rejetons (image mentale), ce qui ne peut ramener le modèle de la représentation qu'à la source très ancienne, mais jamais tarie, de la doctrine empiriste et associationniste, quand ce n'est pas nativiste, offerte par la perception, et à la figure par sa sœur, la mémoire, devenue pour sa part - avec ses trois niveaux [Long Terme, de Travail, Court terme], le cheval de bataille de la psychologie cognitive moderne, ce qui est d'ailleurs n'est pas très nouveau non plus (Taine, Bergson).
Alors que Piaget posait la double nature opérative et figurative de la représentation en privilégiant l'opérativité sur la figurativité, c'est-à-dire grosso modo le calcul logique, vecteur du signifié, pour venir informer l'image mentale et le langage, supports du signifiant, le cognitivisme tend à privilégier au contraire les significations représentatives organisées par un calcul d'espèce plus automatique et plutôt moins riches que la composante logique piagétienne. Le nouvel appareillage installé par la perspective cognitiviste est largement spéculatif.
[...] pour Piaget, ce sont les opérations qui contraignent et informent les représentations, alors que c'est le contraire pour le cognitivisme. »
Par ailleurs pour Henri Wallon dans De l'acte à la pensée :
« La représentation n'a pas été une sorte de luxe vis-à-vis du réel, une simple conscience contemplative du monde.
Elle a été un prototype volontariste des choses. Les choses, telles qu'il fallait qu'elles existent, telles qu'elles devaient être modifiées pour les besoins collectifs et par la volontés du groupe. Le prototype n'en est donc pas le simple décalque, il en est comme la raison vivante.
La question de savoir si nos représentations sont d'abord individuelles ou générales est mal posée. Dans la mesure où elle est d'abord la volonté d'une certaine réalité, elles sont antérieures à l'individuel et le dépassent.
Mais, elles ne sont pas plus le général, car elles n'ont rien d'abstrait. Elles sont la volonté d'une chose bien individuelle et concrète, mais une volonté ou un attente susceptible de dépasser chacune de ses réalisations éventuelles.
La représentation commence par se référer non pas au général, mais au générique.
Elle n'est pas une abstraction qui conviendrait à une série d'objets dépouillés de leurs caractères strictement individuels. Elle est une existence en puissance, c'est-à-dire le contraire d'une abstraction. ».

### Représentation dans l'organisation sociale
La notion de représentation sociale est utilisée en psychologie sociale pour désigner les images de la réalité collective fortement suggérées à l'individu par la société.
La même distinction est faite en droit, où la représentation est le fait pour une personne représentante d'être autorisée à agir au nom d'une personne représentée. Techniquement il s'agit d'un contrat de mandat passé entre un mandant et un mandataire.
Dans le monde des affaires commerciales le principe est le même puisqu'il s'agit de l'incarnation de l'entreprise ou d'un produit par un individu. La représentation renvoie alors au fait pour une entreprise de confier à des personnes internes ou externes le contact avec la clientèle ainsi que certaines tâches connexes à la vente. Cette représentation est confiée à un « représentant » ou VRP (voyageur représentant placier).
En politique, le principe de représentation est également lié à la notion légale de mandat, mais il s'agit pour une personne d'être autorisée à en représenter plusieurs. Le sujet politique est celui de la démocratie représentative définie alors comme le fait pour des citoyens de ne pas décider directement des choses publiques, mais de confier ce pouvoir à des représentants élus.

#### Représentation en histoire
Un nouveau courant consistant à étudier les représentations collectives et les structures mentales des sociétés est apparu en histoire depuis les années 1970. Il s'agit de la Nouvelle histoire, courant historiographique créé sous l'impulsion de Pierre Nora et Jacques Le Goff. Les travaux de Philippe Ariès sur la mort sont significatifs de ce mouvement. Cette approche privilégie l'étude des phénomènes de longue durée.

#### Représentation du monde
Au sens courant c'est l'image que l'on se fait du monde, autrement dit le monde replacé devant ses propres yeux.
Sujet d'étude de la philosophie, la représentation y est décrite comme une idée incomplète et provisoire de ce qu'est la vérité sur un objet donné. Cette notion de représentation est imagée par l'allégorie de la caverne de Platon pour aborder le sujet de la connaissance ; elle est un concept essentiel chez Schopenhauer qui en cela suit et développe la pensée de Kant ; et elle est utilisée pour mettre en question la validité des paradigmes de la science moderne.
En psychologie sociale, la représentation du monde est liée à la fois à l'explication que donne la cosmologie des mécanismes de l'univers dans sa globalité, et aux images mentales qui en découlent en tenant compte des contraintes de finitude écologique de la Terre.

## Modes de représentation
Si la représentation peut désigner une idée que l'on se fait sur le monde, elle exprime aussi le fait de communiquer cette idée, le fait de la placer devant les yeux de l'autre. Pour ce faire, il existe plusieurs modes de représentation.

### Par le discours
Communiquer les éléments observés dans le monde c'est construire par les mots choisis et le discours une représentation du Réel observable.

### Par l'action
L'acte de représentation est intimement lié à l'art, notamment dans les arts visuels où la représentation est plus particulièrement un mode sémantique consistant en l'imitation de l'apparence (elle est distincte d'autres modes sémantiques comme la présentation, le fait de donner à voir concrètement, ou l'expression, le fait de produire du sens par un moyen artistique avec lesquels elle est souvent confondue).
Dans le domaine du spectacle en particulier (dans le monde du théâtre, du cirque, de l'opéra, du music-hall, des arts du spectacle, des arts vivants), il y a eu un glissement de sens vers la représentation au public, et le mot vient désigner une séance réalisée par un artiste ou une troupe d'artistes lorsqu'elle est ouverte aux spectateurs.

### Par le graphisme et l'image
L'image et le graphisme sont des modes de représentation ou visualisation de faits ou de la réalité qui nous entoure (photo, film). Dans ce contexte, une représentation peut être une chose qui en représente une autre :
- par exemple la carte est une représentation graphique d'une partie du monde en géographie ;
- une courbe représente (visualisation) des mesures physiques (courbe de température, de pluviométrie, etc.) ;
- on représente aussi des choses très abstraites, dans le domaine de la poésie, de la spiritualité comme dans celui de la physique ou des mathématiques : en mathématiques la représentation graphique d'une fonction mathématique consiste par exemple à imager par sujet de statistique, par une courbe liée à une fonction étudiée, ou encore à représenter sous forme d'un nuage de points un ensemble de résultats pour découvrir une tendance générale.

En géopolitique, les représentations sont à placer dans la problématique comportementaliste, inspirées de la psychologie sociale. Les géographes retiennent la définition de Jean-Paul Guérin : « création sociale et/ou individuelle d'un schéma pertinent du réel ». En fait, le chercheur s'attache à décrypter les images que les individus se font de la réalité. Yves Lacoste a intégré cet outil dans sa définition de la géopolitique. En effet, l'approche d'un objet par la géopolitique doit passer « systématiquement (par) une critique des représentations, en les confrontant les unes aux autres, pour saisir leurs contradictions ». Critique qui s'étend autant à l'objet qu'au chercheur lui-même. Il faut pour aborder un objet le déconstruire et analyser chacune des images que se font de lui les différents acteurs.

### Par l'abstraction
En mathématiques toujours, le terme représentation renvoie aussi à la Représentation des groupes (ou théorie de la représentation), qui a pour but l'étude des groupes (au sens mathématique) en les associant au groupe des automorphismes (les applications linéaires inversibles) d'un espace vectoriel, dont la manipulation concrète est généralement bien plus simple. Ni la manière dont on associe les éléments du groupe aux automorphismes, ni l'espace vectoriel ne sont donnés a priori, et toute la difficulté consiste à trouver des morphismes et des espaces vectoriels convenables. Représenter un groupe, c'est donc se donner un moyen concret de manipuler ses éléments.
En grammaire où la représentation est le fait pour un élément du discours (appelé représentant ou substitut ou suppléant), de désigner un autre élément quelconque (appelé représenté).
Au sens large, une chose censée en présenter une autre est en sémiologie un symbole, la traduction par des signes (ou avec des réseaux de signes) d'une réalité physique ou conceptuelle.
La distinction entre la chose représentante et la chose représentée (que René Magritte expose dans la Trahison des images) est souvent une distinction conceptuelle importante. On les distingue en particulier sous les noms de signe et référent dans le cadre de l'étude du signe linguistique.